# Каменских, Николай Александрович
Николай Александрович Каменских (8 (21) октября 1906 года, Юго-Камский завод, Пермский уезд, Пермский край — дата и место смерти не известны) — слесарь-лекальщик Минского станкостроительного завода имени Октябрьской революции Министерства станкостроительной и инструментальной промышленности СССР. Герой Социалистического Труда (1966).

## Биография
Родился в семье крестьянина Каменских Александра Алексеевича и его жены Анны Николаевны. Получил начальное образование. В годы Гражданской войны был беспризорником. В 1923 года четырнадцатилетнем подростком пошёл учеником на Лысьвенский машиностроительный завод. Во время Великой Отечественной войны работал на заводе. В 1944 году отправился восстанавливать разрушенный Гомель. В этом же году вступил в ВКП(б). С 1948 года — слесарь-лекальщик на Минском машиностроительном заводе.
Указом Президиума Верховного Совета СССР от 8 августа 1966 года удостоен звания Героя Социалистического Труда с вручением ордена Ленина и золотой медали «Серп и Молот».
В 1975 году вышел на пенсию.